# Big Boss (Metal Gear)
Big Boss (ビッグ・ボス Biggu Bosu?) är en datorspelsfigur och en av huvudfigurerna från den japanska sneak 'em up-spelserien Metal Gear. Röstskådespelaren och manusförfattaren David Hayter har röstskådespelat som Big Boss i de flesta spelen, med undantag från de senare spelen där skådespelaren Kiefer Sutherland har medverkat. På japanska röstas Big Boss av Akio Ōtsuka.